# المتسلط الخفي

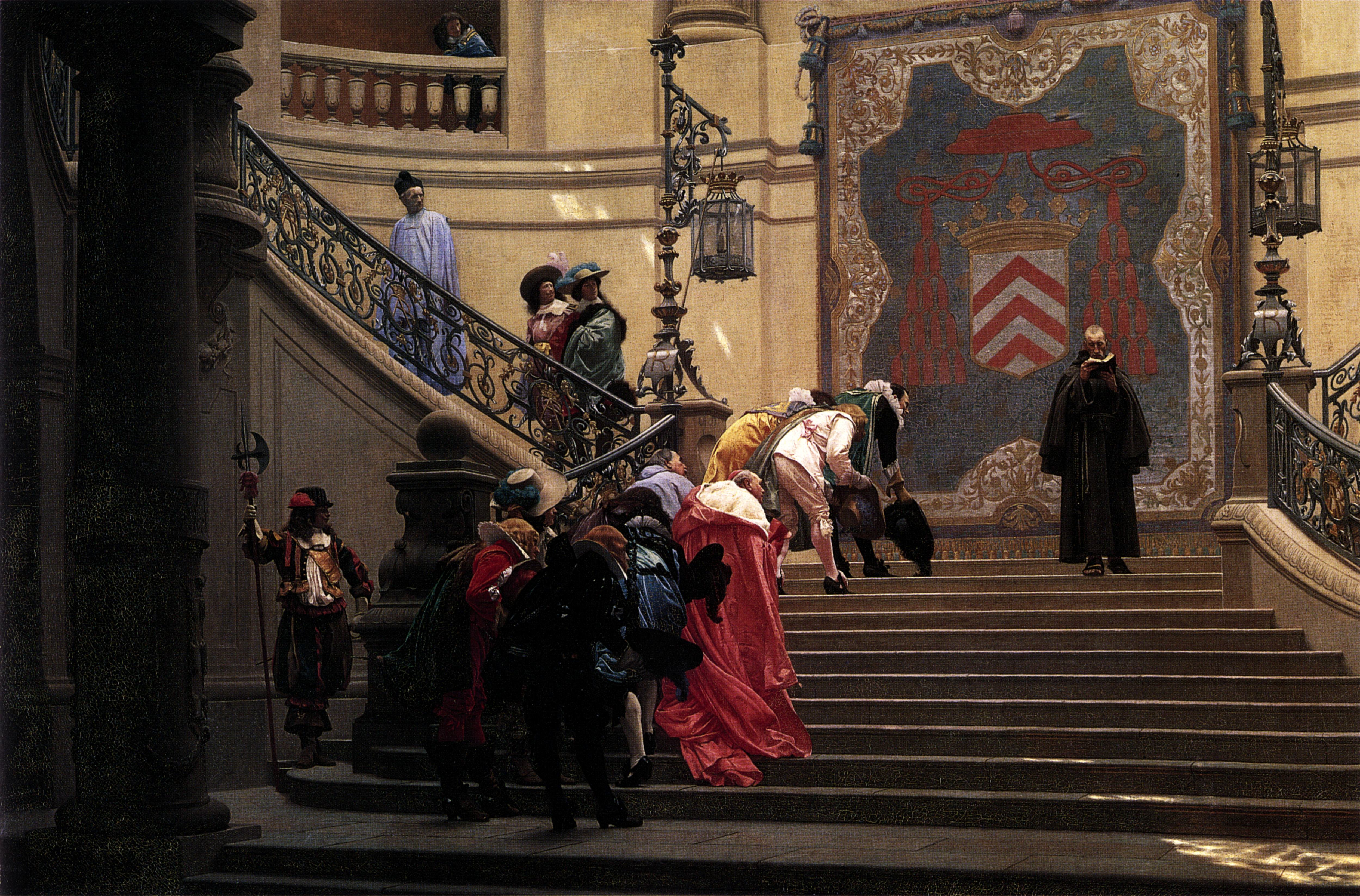
فرانسوا ليكلير دو تريمبلاي (الشخص باللون الرمادي الداكن)، تم تصويره وهو ينزل الدرج في هذه اللوحة الزيتية (1873) لجان ليون جيروم.

المتسلط الخفي (بالفرنسية: Éminence grise) أو الفاعل المجهول أو المؤثر غير المرئي أو النافذ المستتر، شخص صاحب نفوذ وسلطة في اتخاذ القرارات أو تقديم المشورة، يعمل "وراء الكواليس"، عادة في دور غير علني أو غير رسمي. يُستخدم المصطلح للإشارة إلى شخص يقوم بتوجيه الأمور أو التأثير فيها من وراء الستار دون أن يظهر علنا.
العبارة الفرنسية الأصلية كانت تشير إلى فرانسوا ليكلير دو تريمبلاي، الرجل الأيمن للكاردينال ريشيليو، الحاكم الفعلي لفرنسا. كان لوكليرك عضوًا في رهبنة الإخوة الأصاغر الكبوشيين (فرسان الأقليات) وكان يرتدي الرداء الرمادي الخاص بتلك الرهبنة الفرنسيسكانية، مما أدى إلى استخدام لقب "الفرسان الرماديين" في أسماء العديد من الأديرة الفرنسيسكانية في أنحاء أوروبا في العصور الوسطى. وكان اللون الدقيق للرداء أقل أهمية من تباينه الواضح مع اللون الأحمر الزاهي الذي كان يرتديه ريشيليو بصفته كاريدينال. يستخدم أسلوب "صاحب السعادة" أو "سموّه" للإشارة إلى الكاريدينال في الكنيسة الكاثوليكية. وعلى الرغم من أن لوكليرك لم يتم رفعه إلى رتبة كاريدينال، إلا أن من حوله كانوا ينادونه بـ "الرفيع" كما لو كان واحدًا تكريمًا لعلاقته الوثيقة بـ "صاحب السعادة الكاريدينال ريشيليو".

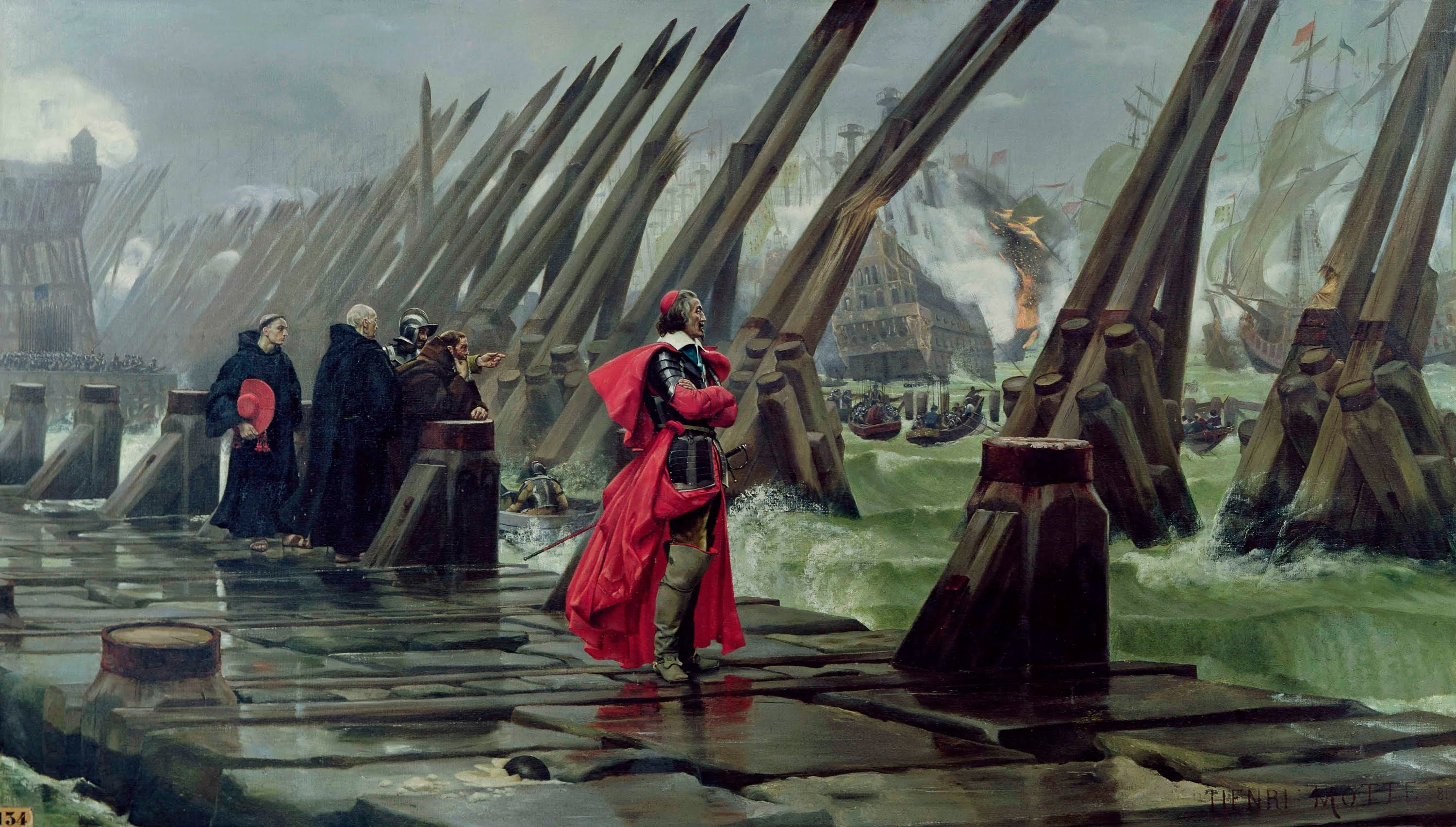
حصار هنري بول موت لاروشيل (1881)

يُشار إلى لوكليرك في عدة أعمال مشهورة مثل سيرة ذاتية كتبها ألدويس هكسلي. كما تظهر لوحته الشهيرة "الإيمينانس غريز" (L'Éminence grise) التي رسمها جان ليون جيروم عام 1873، حيث يصوره وهو ينزل السلم الكبير في قصر رويال – الذي كان يُسمى في الأصل "قصر الكاردينال" عندما تم بناءه لريشيليو في ثلاثينيات القرن السابع عشر – وهو غارق في قراءة كتاب بينما يحيط به عدد من المحيطين الذين ينحنون بعمق تجاهه. فازت اللوحة بميدالية الشرف في صالون باريس لعام 1874. وفي لوحة "حصار لا روشيل" (Siege of La Rochelle) التي رسمها هنري-بول موت في عام 1881، يظهر لوكليرك مرتديًا ملابس بنية ويحمل قبعة الكاردينال الحمراء لريشيليو. كما يُشار إلى لوكليرك في رواية "الفرسان الثلاثة" (The Three Musketeers) لألكسندر دوماس تحت اسم الشخصية "الأب جوزيف"، وهو أحد المعاونين الأقوياء لريشيليو والشخص الذي يجب أن يُخشى منه.

## أمثلة تاريخية
- الإمبراطورة جايا نانفينغ والإمبراطورة الأرملة تسيشي هما مثالان على النساء اللاتي حكمت الصين الإمبراطورية فعليًا ولكن من وراء الكواليس. نظرًا لأن النساء كان يُمنعن في الغالب من الحكم بأنفسهن، فإن تاريخ الصين مليء بحالات كانت فيها النساء يمارسن السلطة السياسية من خلال أقارب ذكور كانوا يظلون واجهة سلطوية.[4]
- ويعتبر ويليام دي لا بول مستشارًا مهمًا للملك هنري السادس في إنجلترا.[5]
- يُعتبر جون دي في بعض الأحيان المتسلط الخفي، حيث كان الفلكي الرسمي للملكة إليزابيث الأولى، لكنه مارَسَ نفوذًا أكبر كمستشار عام للملكة.
- جوزيف ستالين كان يُلقب في كثير من الأحيان بـ المتسلط الخفي من قبل ليون تروتسكي، الذي هزمه في صراعات الخلافة للقيادة السوفيتية بعد وفاة لينين عام 1924.[6]
- كان سكرتير أدولف هتلر الخاص، مارتن بورمان، يُلقب بـ المتسلط الخفي البني.[7]
- يُعتبر جان مونيه المتسلط الخفي نظرًا لدوره الرئيسي في صياغة إعلان شومان،
- كان ميخائيل سوسلوف يعمل كـ المتسلط الخفي وراء السكرتير العام ليونيد بريجنيف في الاتحاد السوفيتي، حيث كان له دور مؤثر كأيديولوجي غير رسمي.[8][9]
- وُصِفت مارسيا ويليامز، السكرتيرة الخاصة ولاحقًا السكرتيرة السياسية لرئيس الوزراء البريطاني هارولد ويلسون، بأنها المتسلط الخفي له.[10][11][12]
- كان الزعيم الإيطالي الديمقراطي المسيحي جوليو أندريوتي يُعتبر في كثير من الأحيان المتسلط الخفي، حيث كان يمارس سلطة كبيرة على الحكومة الإيطالية حتى عندما كان خارج منصب رئيس الوزراء (وهو المنصب الذي شغله ثلاث مرات).[13]
- وُصِف فريدريش فون هايك بأنه المتسلط الخفي في حكومات مارغريت تاتشر.[14]
- ظهر جوكر أرويو كـ المتسلط الخفي لـ كورازون أكينو بعد ثورة قوة الشعب عام 1986 التي أطاحت بالدكتاتور فيرديناند ماركوس.[15]
- وُصِف ديك تشيني، نائب رئيس الولايات المتحدة، بأنه المتسلط الخفي في إدارة جورج بوش الابن، "سياسي قوي لكنه غير متسامح ولديه أذن الرئيس" فيما يتعلق بقضايا الأمن القومي والسياسة الخارجية.[16]
- وُصِف دينيس روس، الدبلوماسي الأمريكي وصانع السياسات، بأنه المتسلط الخفي، نوع من راسبوتين الذي يفرض سحره على وزراء الخارجية والرؤساء، وفقًا لخبراء الشرق الأوسط الذين عملوا معه خلال إدارات رونالد ريغان، جورج بوش الأب، بيل كلينتون، جورج بوش الابن، وباراك أوباما.[17]
- كشفت التحقيقات خلال فضيحة سياسية في كوريا الجنوبية عام 2016 أن تشوي سون-سيل كانت تملك تأثيرًا سياسيًا خفيًا على الرئيسة الحادية عشرة لكوريا الجنوبية،[18][19][20][21][21] بارك كون-هي. وقد اعتُبرت مسؤولة عن تدبير السياسات الحكومية واتخاذ القرارات خلال إدارة بارك.[22][23][23][24][24][25][25][26]
- أصبح دولت بهجلي بمثابة المتسلط الخفي بعد أن بدأ دعمه لـرجب طيب أردوغان منذ عام 2016.[26]
- غالبًا ما يُعتبر وانغ هونينغ المتسلط الخفي لثلاثة من القادة البارزين في الصين: جيانغ زيمين، هو جينتاو، وشي جين بينغ.[9]
- كان فلاديسلاف سوركوف يُعتبر في كثير من الأحيان من قبل المراقبين المتسلط الخفي للرئيس الروسي فلاديمير بوتين.
- كان ياروسواف كاتشينسكي يُعتبر غالبًا الزعيم الحقيقي لبولندا عندما كانت حزبه القانون والعدالة يحكم البلاد، حيث اختار رئيس وزراء بولندا مرتين، في خرق للتقاليد التي تقتضي بأن يشغل رئيس الحزب الحاكم هذا المنصب بنفسه (علمًا بأنه كان رئيسًا للوزراء سابقًا من 2006 إلى 2007). وعلى الرغم من كونه مجرد نائب لرئيس الوزراء (وفي بعض الأحيان بدون دور رسمي في الحكومة)، إلا أنه كان يلتقي بزعماء أجانب مثل أنجيلا ميركل، دونالد ترامب، وفولوديمير زيلينسكي بطريقة شبيهة برؤساء الحكومات.[27][28][29]
- وُصف نور سلطان نزارباييف بأنه المتسلط الخفي للرئيس الكازاخي قاسم جومارت توكاييف. من خلال قيادته لمجلس الأمن القومي وحزب نور أوتان الحاكم، احتفظ نزارباييف بالسيطرة على القرارات الرئيسية، موجهًا إدارة توكاييف حتى التحولات السياسية التي أعقبت الاضطرابات الكازاخية في عام 2022.[30]
- غالبًا ما يُنظر إلى بيدزينا إيفانيشفيلي من قبل المراقبين على أنه المتسلط الخفي للحكومات المتعاقبة لحزب الحلم الجورجي.